# Сахел
Сахел (арап. ساحل sahil, граница или обала Сахаре) гранична је зона у Африци између Сахаре на северу и плодније регије Судан на југу. Сахел има полусушну климу, и протеже се преко јужно-централних географских ширина северне Африке између Атлантског океана и Црвеног мора.
Сахелски део Африке обухвата од запада ка истоку делове северног Сенегала, јужну Мауританију, централни Мали, северну Буркину Фасо, крајњи југ Алжира, Нигер, крајњи север Нигерије, Камерун и Централноафричку Републику, централни Чад, централни и јужни Судан, крајњи север Јужног Судана, Еритреје и Етиопије.

## Термин
Сахел је у почетку представљао географски термин који је означавао појас земље између изохијета (појаси падавина) са вредношћу између 75 и 450 mm падавина по квадратном метру. Каснији истраживачи проширили су дефиницију Сахела узимајући у обзир шири распон изохијета. Термин се такође користио за означавање земаља западне Африке, а у Индији Сахел је уобичајено име које се даје дечацима.

## Географија
Сахел се првенствено састоји од савана које се протежу од Атлантског океана до Афричког рога са изменама семиаридних априлака и бодљикаве саване. Током афричке историје регија је била дом неким од најнапреднијих краљевстава која су остваривала велику добит од трговине која се одвијала преко пустиње. Та краљевства групно се називају сахелска краљевства. Земље које данас чине Сахел су Сенегал, Мауританија, Мали, Буркина Фасо, Нигер, Нигерија, Чад, Судан, Етиопија, Еритреја, Џибути и Сомалија.
Топографија Сахела је углавном равна; највећи део региона лежи између 200 и 400 m (660 и 1.310 стопа) надморске висине. Неколико изолованих висоравни и планинских ланаца уздиже се из Сахела, али су означени као засебни екорегиони, јер се њихова флора и фауна разликују од околних низија. Годишња количина падавина варира од око 100—200 mm (4—8 in) на северу Сахела до око 700—1,000 mm (28—0 in) на југу.

## Клима
Сахел има тропску полусушну климу (Кепенова климатска класификација BSh). Клима је типично топла, сунчана, сува и донекле ветровита током целе године. Клима Сахела је слична, али мање екстремна од климе пустиње Сахаре која се налази на северу.
Сахел углавном прима малу до веома малу количину падавина годишње. Степа има веома дугу, преовлађујућу сушну сезону и кратку кишну сезону. Падавине су такође изузетно нередовне, и значајно варирају од сезоне до сезоне. Већина кише обично пада током четири до шест месеци средином године, док остали месеци могу остати апсолутно суви. Унутрашњост региона Сахел генерално прима између 200 mm и 700 mm кише годишње. Систем подела који се често усваја за сахелску климу на основу годишњих падавина је следећи: сахарско-сахелска клима, са средњом годишњом количином падавина између око 100 и 200 mm (као што је Картум, Судан), строга сахелска клима, са средњом годишњом количином падавина падавина између око 200 и 700 mm (као што је Нијамеј, Нигер) и сахелско-суданска клима, са средњом годишњом количином падавина између око 700 и 1.200 mm (као што је Бамако, Мали). Релативна влажност у степи је ниска до веома ниске, често између 10% и 25% током сушне сезоне и између 25% и 75% током кишне сезоне. Најмање влажна места имају релативну влажност испод 35%.
Сахел карактерише константна, интензивна топлота, са непроменљивом температуром. Сахел ретко доживљава ниске температуре. Током најтоплијег периода, просечне високе температуре су углавном између 36—42 °C (97—108 °F) (а чак и више у најтоплијим регионима), често дуже од три месеца, док су просечне ниске температуре око 25—31 °C (77—88 °F). Током „најхладнијег периода“, просечне високе температуре су између 27—33 °C (81—91 °F), а просечне ниске температуре су између 15—21 °C (59—70 °F). Свуда у Сахелу, просечна средња температура је преко 18 °C (64 °F)
Сахел има високо до веома високог трајања сунчеве светлости током целе године, између 2.400 сати (око 55% дневног светла) и 3.600 сати (више од 80% дневног светла). Трајање сунчеве светлости у Сахелу приближава се пустињским нивоима и упоредиво је са оним у Арабијској пустињи, на пример, иако је Сахел само степа, а не пустиња. Облачност је ниска до веома ниске. На пример, Нијамеј, Нигер има 3.082 сунчана сата; Гао, Мали има скоро 3.385 сунчаних сати; Тимбукту у Малију има 3.409 сунчаних сати, а Нџамена у Чаду има 3.205 сунчаних сати годишње.

## Средина
Пре око 12.500 година Сахел је, као део пустиње Сахаре, био прекривен пешчаним динама које су обликовале пејзаж који се може видети данас. Сахел годишње прима 150-500 mm падавина, првенствено у монсунским сезонама. Падавине су карактеризоване годишњом и деценијском промењивошћу. Најважнија ограничења на продуктивност земље у Сахелу представљају вода и плодност тла. У Сахелу су тла већином кисела (што резултује у алуминијској токсичности за биљке), па имају врло мало азота и фосфата.
Између падавина у Сахелу и интензивних урагана на Атлантику постоји јака корелација.

## Трансхуманца
У Сахелу су људи већином полуномади. Они се баве пољопривредом и узгојем стоке у систему трансхуманце што је вероватно најодрживији начин искориштавања Сахела. Разлика између сувог севера, који има више нивоа храњивих твари у тлу, и влажног југа користи се тако да се стада током влажног раздобља налазе на висококвалитетној испаши на северу, док током сушног раздобља путују неколико стотина километара на југ где пасу на издашнијој, али мање храњивој испаши.

## Суше
Године 1914. Сахел је погодила огромна суша која је проузроковала велику глад. Више година заредом количина падавина била је испод просека и уследила је велика суша. Током 1960-их регион је имао натпросечну количину падавина, па је северна, сува, регија постала доступнија. То је уз владине потпоре подстакло људе да крену на север. Убрзо је наступило дуготрајно раздобље суше од 1968—1974, па је испаша убрзо постала неодржива због распрострањене денудације терена. Ово је попут суше из 1914. проузроковало велику глад, али тај пут глад је донекле била ублажена међународном видљивошћу и приливом помоћи. Ова катастрофа довела је до оснивања Међународног фонда за пољопривредни развој.

## Култура
Сахелска култура се сматра срцем Африке. Његова површина је коридор између ислама и традиционалних афричких и хришћанских религија. Због овога, већина становништва је религијски подељена и на овим просторима су се одвијали многи ратови између муслимана и верника других религија. САД је помогла у грађанском рату 1993. у граду Могадиш у Сомалији.